# Persone di nome Donald/Cestisti
| Questa pagina contiene informazioni ricavate automaticamente dalle voci biografiche con l'ausilio del template Bio e di un bot. L'aggiornamento è periodico e automatico e ricostruisce completamente la pagina. Se manca una persona in questa lista, sei pregato di non aggiungerla, ma accertati piuttosto che la sua voce biografica contenga il template Bio e che i dati anagrafici siano correttamente compilati. Se il template Bio manca, inseriscilo tu stesso o, in alternativa, metti l'avviso {{tmp\|Bio}} che ne segnala la mancanza. Se i dati riportati sono sbagliati, correggi direttamente la voce biografica; le modifiche saranno visibili in questa lista entro pochi giorni. Per chiarimenti vedi il progetto antroponimi. La lista contiene solo le 63 persone che sono citate nell'enciclopedia e per le quali è stato implementato correttamente il template Bio. Pagina aggiornata al 16 ott 2024. |

Questa è una lista di persone presenti nell'enciclopedia che hanno il nome Donald e sono cestisti.

## A(4)
- Don Ackerman, cestista statunitense (New York, n. 1930 - New York, † 2011)
- Don Adams, cestista statunitense (Atlanta, n. 1947 - Detroit, † 2013)
- Don Anielak, cestista e allenatore di pallacanestro statunitense (St. Louis, n. 1930 - Sandwich, † 1995)
- Don Asmonga, cestista e allenatore di pallacanestro statunitense (West Mifflin, n. 1928 - Jefferson Hills, † 2014)

## B(7)
- Don Barksdale, cestista statunitense (Oakland, n. 1923 - Oakland, † 1993)
- Don Beery, cestista statunitense (Fort Wayne, n. 1920 - Tucson, † 2016)
- Don Betourne, cestista e allenatore di pallacanestro statunitense (Bourbonnais, n. 1915 - Bourbonnais, † 2002)
- Don Bielke, cestista e allenatore di pallacanestro statunitense (n. 1932 - † 2023)
- Don Boven, cestista e allenatore di pallacanestro statunitense (Kalamazoo, n. 1925 - Kalamazoo, † 2011)
- Donnie Boyce, ex cestista e allenatore di pallacanestro statunitense (Chicago, n. 1973)
- Don Buse, ex cestista e allenatore di pallacanestro statunitense (Huntingburg, n. 1950)

## C(4)
- Don Carlson, cestista e allenatore di pallacanestro statunitense (Minneapolis, n. 1919 - North Oaks, † 2004)
- Don Chaney, ex cestista e allenatore di pallacanestro statunitense (Baton Rouge, n. 1946)
- Don Collins, ex cestista statunitense (Toledo, n. 1958)
- Gene Conley, cestista, giocatore di baseball e allenatore di pallacanestro statunitense (Muskogee, n. 1930 - Foxborough, † 2017)

## D(1)
- Don Dee, cestista statunitense (Booneville, n. 1943 - North Kansas City, † 2014)

## E(1)
- Don Eliason, cestista e giocatore di football americano statunitense (Owatonna, n. 1918 - St. Paul, † 2003)

## F(3)
- Don Ford, ex cestista statunitense (Santa Barbara, n. 1952)
- Donnie Forman, cestista statunitense (New York, n. 1926 - Naples, † 2018)
- Donnie Freeman, ex cestista statunitense (Madison, n. 1944)

## G(2)
- Don Goldstein, cestista statunitense (New York, n. 1937 - Delray Beach, † 2022)
- Don Gray, cestista canadese (Windsor, n. 1916 - Leamington, † 1986)

## H(5)
- Donald Hand, ex cestista statunitense (Paterson, n. 1979)
- Don Hanrahan, cestista statunitense (Chicago, n. 1929 - Cos Cob, † 2010)
- Don Haskins, cestista e allenatore di pallacanestro statunitense (Enid, n. 1930 - El Paso, † 2008)
- Don Henriksen, cestista statunitense (n. 1929 - San Marino, † 2008)
- Donald Hodge, ex cestista statunitense (Washington, n. 1969)

## J(1)
- Neil Johnston, cestista e allenatore di pallacanestro statunitense (Chillicothe, n. 1929 - Irving, † 1978)

## K(1)
- Don Kojis, cestista statunitense (Milwaukee, n. 1939 - San Diego, † 2021)

## L(1)
- Don Lofgran, cestista statunitense (Oakland, n. 1928 - Salt Lake City, † 1976)

## M(7)
- Don Macintosh, cestista canadese (Vancouver, n. 1931 - Kingston, † 1994)
- Don MacLean, ex cestista statunitense (Palo Alto, n. 1970)
- Don May, ex cestista statunitense (Dayton, n. 1946)
- Donnie McGrath, ex cestista statunitense (Katonah, n. 1984)
- Don Meineke, cestista statunitense (Dayton, n. 1930 - Dayton, † 2013)
- Don Monson, ex cestista e allenatore di pallacanestro statunitense (Menahga, n. 1933)
- Dudey Moore, cestista e allenatore di pallacanestro statunitense (Pittsburgh, n. 1910 - Bristol, † 1984)

## N(2)
- Don Nelson, ex cestista, allenatore di pallacanestro e dirigente sportivo statunitense (Muskegon, n. 1940)
- Don Newman, cestista e allenatore di pallacanestro statunitense (New Orleans, n. 1957 - New Orleans, † 2018)

## O(2)
- Don Ohl, ex cestista statunitense (Murphysboro, n. 1936)
- Don Otten, cestista statunitense (Bellefontaine, n. 1921 - Lima, † 1985)

## P(3)
- Don Penwell, cestista statunitense (El Reno, n. 1930 - Scottsdale, † 2012)
- Gene Phillips, ex cestista statunitense (Livingston, n. 1948)
- Donald Piper, cestista statunitense (Peoria, n. 1911 - Temple City, † 1963)

## R(3)
- Don Ray, cestista statunitense (Mt. Juliet, n. 1921 - Bowling Green, † 1998)
- Don Rehfeldt, cestista statunitense (Chicago, n. 1927 - Wisconsin Rapids, † 1980)
- Donald Royal, ex cestista statunitense (New Orleans, n. 1966)

## S(10)
- Don Savage, cestista statunitense (Syracuse, n. 1928 - Summit, † 2010)
- Don Shields, cestista, allenatore di pallacanestro e arbitro di pallacanestro statunitense (n. 1914 - Tulsa, † 1993)
- Mark Sibley, ex cestista statunitense (n. 1950)
- Don Sidle, cestista statunitense (Dallas, n. 1946 - † 1987)
- Donald Sims, cestista statunitense (Gaffney, n. 1987)
- Donald Sloan, cestista statunitense (Shreveport, n. 1988)
- Don Slocum, cestista statunitense (n. 1928 - † 1997)
- Don Smith, cestista statunitense (Dayton, n. 1951 - † 2004)
- Don Smith, cestista statunitense (n. 1920 - Chaska, † 1996)
- Don Smith, cestista statunitense (Pittsburgh, n. 1910 - Pittsburgh, † 1994)

## W(6)
- Don Warnke, cestista e allenatore di pallacanestro statunitense (Michigan City, n. 1920 - Flagstaff, † 1970)
- Don Washington, ex cestista statunitense (Washington, n. 1952)
- Slick Watts, ex cestista statunitense (Rolling Fork, n. 1951)
- Donald Whiteside, ex cestista statunitense (Chicago, n. 1969)
- Duck Williams, ex cestista statunitense (Demopolis, n. 1956)
- Donald Williams, ex cestista e allenatore di pallacanestro statunitense (Garner, n. 1973)